# Gretcheniao
Gretcheniao is een geslacht van uitgestorven vogels uit het Vroeg-Krijt van het huidige China, behorende tot de Enantiornithes. De enige benoemde soort is Gretcheniao sinensis.

## Vondst en naamgeving
Het Beijing Museum of Natural History verwierf een skelet van een vogel afkomstig van de lagen bij Huludao in de prefectuur Jianchang in het westen van Liaoning.
In 2019 werd de typesoort Gretcheniao sinensis benoemd en beschreven door Luis Maria Chiappe, Meng Qingjin, Francisco Serrano, Trond Sigurdsen, Wang Min, Alyssa Bell en Liu Di. De geslachtsnaam verbindt de voornaam van Gretchen Augustyn, een weldoenster van het Dinosaur Institute of the Natural History Museum of Los Angeles County, met een Chinees niăo, 'vogel'. De soortaanduiding verwijst naar de herkomst uit China.
Het holotype BMNH Ph 829 is gevonden in een laag van de Yixianformatie die dateert uit het Laat-Barremien, ongeveer 125 miljoen jaar oud. Het bestaat uit een vrijwel compleet en in verband liggend skelet, platgedrukt op een enkele steenplaat. Het fossiel toont slecht bewaarde resten van het verenkleed.

## Beschrijving

### Grootte en onderscheidende kenmerken
Gretcheniao is een vrij grote soort. De vleugelspanwijdte werd bepaald op 566 millimeter en het gewicht geschat op 236 gram. Daarmee was het in 2019 de zwaarste bohaiornithide die van goede resten bekend was.
De beschrijvers stelden enkele onderscheidende kenmerken vast. Het betreft een unieke combinatie van op zich niet unieke eigenschappen. Bij het opperarmbeen wordt de bovenste crista bicipitalis ingekorven door een grote naar voren en beneden gerichte groeve. De takken van het vorkbeen lopen taps toe. Op de onderkant van het raakvlak van de takken van het vorkbeen bevindt zich een naar beneden gericht bultje. Het ravenbeksbeen is slank met een raakvlak met het borstbeen dat een derde heeft van de totale lengte van het bot terwijl de buitenste zijrand van het bot recht is. De carpometacarpus, de vergroeiingen van pols en middenhand, is aanzienlijk verlengd. Het derde middenhandsbeen draagt een uitstulpsel op de bovenkant.

### Skelet
De vorm van de kop is door compressie lastig waar te nemen. De snuit is robuust. In de onderkaak zijn wat tanden te zien. Die zijn dik en gezwollen, kegelvormig met iets naar achteren gebogen puntige spitsen.
De wervelkolom telt minstens negen halswervels. Er zijn elf ruggenwervels waarvan de voorste gekield zijn. Het heiligbeen bestaat uit minstens zes wervels. Het heeft een ondiepe lengtetrog op de onderzijde. De staartbasis telt minstens vijf 'vrije' wervels. Het pygostyle loopt taps toe en heeft vooraan twee evenwijdige richels op de onderzijde.
Het ravenbeksbeen is opvallend slank; bij verwanten is het bot anderhalfmaal zo dik. De buitenrand is recht in plaats van bol. Bij het schouderblad maakt de processus acromialis een hoek van 130° met het blad in plaats van er evenwijdig meet te lopen zoals meestal het geval is. Het vorkbeen heeft een lang hypocleidium om de vorm van een spitse dunne punt. Het bultje op de onderzijde loopt door in een richel onder het hypocleidium; normaal is die zijde plat. Dit zou dus een autapomorfie kunnen zijn maar wordt niet formeel zo aangeduid. Het borstbeen heeft ren ronde achterkant en schuin naar achteren gerichte buitenste achterste uitsteeksels.
Bij het opperarmbeen wordt de crista bicipitalis vrijwel helemaal bedekt door een brede diepe trog net als bij Linyiornis. Chiappe deed enkele suggesties over de spieraanhechting bij het spaakbeen. Aan de bovenkant van de zijde die naar de ellepijp gericht is, bevindt zich een driehoekige uitholling: daar zou de musculus biceps brachii verbonden kunnen zijn. Aan de onderzijde bevindt zich een uitholling voor het Ligamentum interosseum radioulnare distale dat beide botten uit elkaar houdt wanneer de vleugel gevouwen is. De carpometacarpus is een zesde langer dan typisch voor een dier van deze grootte. De bult op het derde middenhandsbeen dient wellicht voor de aanhechting van de Musculus extensor carpi ulnaris.
Bij het darmbeen is het aanhangsel voor het schaambeen is niet haakvormig. Het heupgewricht heeft maar 10-12 procent van de lengte van het darmbeen.
Het bovenvlak van de tarsometatarsus is van voren afgeschuind. De voetklauwen zijn sterk verlengd en gekromd.

## Fylogenie
Gretcheniao is in 2019 in de Bohaiornithidae geplaatst, in een polytomie ofwel 'kam' met andere soorten. De daartoe uitgevoerde cladistische analyse had als uitkomst dat veel soorten die eerder tot die groep gerekend werden erbuiten vielen.

## Levenswijze
In het kader van de beschrijving van Gretcheniao werd een studie uitgevoerd naar de aerodynamische vermogens van de Bohaiornithidae. Ze bleken relatief korte vleugels te hebben ten opzichte van hun lichaamsgewicht en daarmee een hoge vleugelbelasting. Dat wijst op een vermogen om snel met de vleugels te klappen om daarmee vrij verticaal op te stijgen. De vliegduur zou matig lang geweest zijn.